# Valentine (Haute-Garonne)
Valentine település Franciaországban, Haute-Garonne megyében. Lakosainak száma 875 fő (2022. január 1.). Valentine Aspret-Sarrat, Labarthe-Rivière, Saint-Gaudens és Villeneuve-de-Rivière községekkel határos.

## Népesség
A település népessége az elmúlt években az alábbi módon változott:
| Lakosok száma | 1155 | 1002 | 907  | 821  | 898  | 879  | 877  | 878  | 878  | 875  |
|               | 1968 | 1982 | 1990 | 2006 | 2013 | 2015 | 2017 | 2019 | 2020 | 2022 |